# Pokémon Ultimate Journeys: the Series
Pokémon Ultimate Journeys: The Series, é a vigésima quinta temporada da série animada Pokémon, e a terceira temporada de Pokémon Journeys: The Series, conhecido no Japão como Pocket Monsters (ポケットモンスター, Poketto Monsutā). A temporada estreou no Japão em 17 de dezembro de 2021 na TV Tokyo. Distribuição international em mercados selecionados está programado para um lançamento já na primavera de 2022, com mercados adicionais a seguir no final do ano. No Canadá, estreou no canal Teletoon em 28 de maio de 2022. Na França, estreou no dia 09 de julho de 2022 (online) e no dia 10 de setembro de 2022 no canal Télétoon. Nos Estados Unidos estreou na Netflix dividido em partes, a parte 1 estreou no dia 21 de outubro de 2022 com seus primeiros 12 episódios, a parte 2 estreou no dia 24 de fevereiro de 2023 com 15 episódios, a parte 3 estreou no dia 23 de junho de 2023 com 15 episódios também e a parte final,  mais conhecida como parte 4 estreia dia 08 de setembro de 2023. No Brasil, estreou na Netflix também dividida em partes, a parte 1 estreou no dia 6 de janeiro de 2023 com seus primeiros 12 episódios, a parte 2 estreou no dia 24 de fevereiro de 2023 com 15 episódios, a parte 3 estreou no dia 23 de junho de 2023 com 15 episódios também e a parte final, mais conhecida como parte 4 ainda não foi divulgado a data de lançamento até o momento pela Netflix. Em Portugal estreou no dia 14 de novembro de 2022 no canal Panda Kids. Esta temporada continua as aventuras da bolsa de pesquisa de Ash Ketchum, Goh e Chloe enquanto viajam por todas as oito regiões (incluindo a nova região de Galar de Pokémon Sword e Shield) baseado no Laboratório Cerise em Vermillion City na região de Kanto. No Brasil, a temporada foi nomeiada de A Série Jornadas Supremas Pokémon  e em Portugal, nomeiada de Pokémon Jornadas Supremas: A Série. Quatro episódios foram lançados em 21 e 28 de janeiro de 2022 (exclusivo para Amazon Prime Video no Japão) eles são um arco baseado no jogo Pokémon Legends: Arceus, com o terceiro e quarto episódios coincidindo com o lançamento dos jogos. O arco da história que estreou no Japão pela Amazon Prime Video foi adaptado pela Netflix como um filme que estreou no dia 23 de setembro de 2022 globalmente, sob o nome Pokémon: The Arceus Chronicles. No Brasil o filme foi nomeado como Pokémon: As Crônicas de Arceus e em Portugal, nomeado como Pokémon: As Crónicas de Arceus.
Conforme anunciado em dezembro de 2022, esta é a última temporada de Ash e Pikachu como personagens principais no anime Pokémon. Um arco especial de 11 episódios foi lançado no Japão entre 13 de Janeiro à 24 de Março de 2023 para ser sua despedida. Este arco final, tem o subtítulo no Japão como Pocket Monsters: Aim to Be a Pokémon Master (Japonês: ポケットモンスター めざせポケモンマスター, Pocket Monsters: Mezase Pokémon Master), e é considerado internacionalmente como a parte 4 da temporada Ultimate Journeys (Jornadas Supremas). Globalmente esse arco/parte 4 da temporada Ultimate Journeys (Jornadas Supremas) foi nomeiado como Pokémon: To Be a Pokémon Master. No Brasil foi nomeado como A Série Mestre Pokémon e lançada como um título separado na Netflix do Brasil. Em Portugal foi nomeado como Pokémon: Ser Um Mestre Pokémon na Netflix de Portugal, enquanto antes na televisão portuguesa foi considerada como os episódios finais de Pokémon Jornadas Supremas: A Série no Panda Kids. Este arco também verá o retorno de Misty e Brock, os parceiros de viagem de Ash da série original.

## Episódios
| EP#  | EP#    | Título em Português Brasileiro Título em Português Europeu Título Original | Datas de transmissão | Datas de transmissão                               |
| #    | #      | Título em Português Brasileiro Título em Português Europeu Título Original | Japão                | Brasil Portugal                                    |
| ---- | ------ | --- | -------------------- | -------------------------------------------------- |
| 1187 | PJ–01  | "O Expresso Espectral!" "Gōsuto Ressha, Shuppatsuda yo··· (ゴースト列車、出発だよ···)" | 17/12/2021           | 6/01/2023 Netflix 14/11/2022 Panda Kids            |
| 1188 | PJ–02  | "O Caminho Tortuoso Para a Grandeza! O Caminho Sinuoso Para a Grandeza!" "Gengā Ganbaru! Kyodaimakkusu e no Michi! ! (ゲンガー頑張る！キョダイマックスへの道！！)"                           | 24/12/2021           | 6/01/2023 Netflix 15/11/2022 Panda Kids            |
| 1189 | PJ–03  | "O Nome Diz Tudo!" "Kiminonaha Furansowāzu (君の名はフランソワーズ)" | 14/1/2022            | 6/01/2023 Netflix 16/11/2022 Panda Kids            |
| 1190 | PJ–04  | "Se Roendo de Ciúme! Amores e Desamores!" "Herakurosurosu, Koisuru Kairosu (ヘラクロスロス、恋するカイロス)"                                                                                 | 21/1/2022            | 6/01/2023 Netflix 17/11/2022 Panda Kids            |
| 1190 | PJ–S01 | "As Crônicas de Arceus (Parte 1) As Crónicas de Arceus (Parte 1)" "Satoshi to gō! Shin'oufesu ni gō! !" (サトシとゴウ！シンオウフェスにゴー！！)"                                            | 21/1/2022            | 23/07/2022 Netflix                                 |
| 1190 | PJ–S02 | "As Crônicas de Arceus (Parte 2) As Crónicas de Arceus (Parte 2)" "Hīdoran bakushin! !" (ヒードラン爆進！！)"                                                                                | 21/1/2022            | 23/07/2022 Netflix                                 |
| 1190 | PJ–S03 | "As Crônicas de Arceus (Parte 3) As Crónicas de Arceus (Parte 3)" "Tengansan no dai nessen! !" (テンガン山の大熱戦！！)"                                                                     | 28/1/2022            | 23/07/2022 Netflix                                 |
| 1190 | PJ–S04 | "As Crônicas de Arceus (Parte 4) As Crónicas de Arceus (Parte 4)" "Kiseki no kagayaki! Shin'ō densetsu!" (奇跡の輝き！シンオウ伝説！)"                                                       | 28/1/2022            | 23/07/2022 Netflix                                 |
| 1191 | PJ–05  | "O Bem, o Mal e a Sorte! O Bom, o Mau e o Sortudo!" "Saraba! Sasurai no Roketto-dan! (サラバ！さすらいのロケット団！)"                                                                       | 28/1/2022            | 6/01/2023 Netflix 18/11/2022 Panda Kids            |
| 1192 | PJ–06  | "Uma Luz que Nos Guia! Iluminando o Caminho Para Casa!" "Uchū ni Todoke! Denryū no Hikari! ! (宇宙にとどけ！デンリュウの光！！)"                                                             | 4/2/2022             | 6/01/2023 Netflix 21/11/2022 Panda Kids            |
| 1193 | PJ–07  | "O Sabor de Uma Evolução!" "Yadokingu! Karē Naru Sōgū! ! (ヤドキング！カレーなる遭遇！！)"                                                                                                   | 11/2/2022            | 6/01/2023 Netflix 22/11/2022 Panda Kids            |
| 1194 | PJ–08  | "Treinando com Elementos Desconhecidos! Fora dos Seus Elementos!" "Pokemonsākasu! Būsutā to Sandāsu (ポケモンサーカス！ ブースターとサンダース)"                                             | 18/2/2022            | 6/01/2023 Netflix 23/11/2022 Panda Kids            |
| 1195 | PJ–09  | "Batalhando Além Dos Limites! Combater Acima do Nível Máximo!" "Supaikutaun no Marī! (スパイクタウンのマリィ！)"                                                                             | 25/2/2022            | 6/01/2023 Netflix 5/12/2022 Panda Kids             |
| 1196 | PJ–10  | " Encontro Com o Monarca!" "Mitchaku! Dande no Supesharutorēningu! ! (密着！ダンデのスペシャルトレーニング！！)"                                                                             | 4/3/2022             | 6/01/2023 Netflix 6/12/2022 Panda Kids             |
| 1197 | PJ–11  | "Incrível Até Com um Bastão! Um Prodígio de Uma Baqueta!" "Sutikku Ippon, Bachinkī! (スティック一本、バチンキー！)"                                                                          | 11/3/2022            | 6/01/2023 Netflix 7/12/2022 Panda Kids             |
| 1198 | PJ–12  | "Uma Batalha de Reide Congelante! Um Combate Raide Gélido!" "Toraiaru Misshon - Hyōketsu no Reido Batoru! ! (トライアルミッション 氷結のレイドバトル！！)"                                   | 18/3/2022            | 6/01/2023 Netflix 8/12/2022 Panda Kids             |
| 1199 | PJ–13  | "O Futuro é Agora, Graças à Estratégia!" "Satoshi to Shitoron! Yūjō Dai Tokkun! ! (サトシとシトロン！友情大特訓！！)"                                                                        | 1/4/2022             | 24/02/2023 Netflix 9/12/2022 Panda Kids            |
| 1200 | PJ–14  | "Dois é Melhor do que Um!" "Haipā Kurasu! VS Shiten'nō Dorasena! ! (ハイパークラス！VS四天王ドラセナ！！)"                                                                                   | 1/4/2022             | 24/02/2023 Netflix 12/12/2022 Panda Kids           |
| 1201 | PJ–15  | "Reunidos Pela Primeira Vez! O Primeiro Reencontro!" "Ībui to Ninfia! Deai to Saikai! (イーブイとニンフィア! 出会いと再会！)"                                                                | 8/4/2022             | 24/02/2023 Netflix 13/12/2022 Panda Kids           |
| 1202 | PJ–16  | "Entrando No Ar! Estrelas Travessas No Embalo da Rádio! Estrelas Travessas no Embalo da Rádio!" "Shin Bangumi! Roketto-dan Naisho Ōkoku Rajio! ! (新番組！ロケット団ないしょ王国ラジオ！！)" | 15/4/2022            | 24/02/2023 Netflix 14/12/2022 Panda Kids           |
| 1203 | PJ–17  | "Irmãozão Ao Resgate! Irmão Mais Velho ao Resgate!" "Tasukete, Wanpachi no Aniki! (助けて、ワンパチのアニキ！)"                                                                              | 22/4/2022            | 24/02/2023 Netflix 28/01/2023 Panda Kids           |
| 1204 | PJ–18  | "A Aura do Destino! Apanhar a Aura do Destino!" "Rukario to Gekkōga! Unmei no Hadō! ! (ルカリオとゲッコウガ！運命の波導！！)"                                                                | 29/4/2022            | 24/02/2023 Netflix 28/01/2023 Panda Kids           |
| 1205 | PJ–19  | "De Olho No Oitavo! De Olho nos Oito!" "VS Kibana! Masutāzueito o Kaketa Tatakai! ! (VSキバナ！マスターズエイトをかけた戦い！！)"                                                            | 6/5/2022             | 24/02/2023 Netflix 29/01/2023 Panda Kids           |
| 1206 | PJ–20  | "Avançando Como Rastreador! A Caminho de Se Tornar Coletor!" "Uragiri no Batturu Royaru! (裏切りのバトルロイヤル！)"                                                                         | 13/5/2022            | 24/02/2023 Netflix 29/01/2023 Panda Kids           |
| 1207 | PJ–21  | "O Reencontro Triunfal! Reencontro Familiar na Tundra!" "Rīrie to Mōn, Setsugen no Saikai! (リーリエとモーン、雪原の再会!)"                                                                  | 20/5/2022            | 24/02/2023 Netflix 4/02/2023 Panda Kids            |
| 1208 | PJ–22  | "Ajudando o Herói da Vizinhança! Apoiar o Herói da Casa!" "Shōri no Kikan! Arōrachanpion! ! (勝利の帰還!アローラチャンピオン! !)"                                                            | 27/5/2022            | 24/02/2023 Netflix 4/02/2023 Panda Kids            |
| 1209 | PJ–23  | "Perseguindo Um Sonho! A Missão Final!" "Rasuto Misshon! Rejiereki Rejidorago o Getto Seyo! ! (ラストミッション! レジエレキ・レジドラゴをゲットせよ! !)"                                     | 3/6/2022             | 24/02/2023 Netflix Panda Kids 5/02/2023 Panda Kids |
| 1210 | PJ–24  | "Amigos e Rivais, Me Emprestem Sua Determinação! Amigos e Rivais, Emprestem-me a Vossa Garra!" "Honou no Tokkun Batoru! Satoshi tai Shinji! ! (炎の特訓バトル！サトシ対シンジ！！)"          | 10/6/2022            | 24/02/2023 Netflix 5/02/2023 Panda Kids            |
| 1211 | PJ–25  | "Abriram as Cortinas! Comecem as Batalhas! Abrem-se as Cortinas! Começam os Combates!" "Kaimaku! Masutaazu Toonamento! ! (開幕！マスターズトーナメント！！)"                                 | 17/6/2022            | 24/02/2023 Netflix 27/05/2023 Panda Kids           |
| 1212 | PJ–26  | "Orgulho de Campeões! Orgulho de Um Campeão!" "Champion no Hokori! Wataru VS Carnet! ! (チャンピオンの誇り！ワタルVSカルネ！！)"                                                             | 8/7/2022             | 24/02/2023 Netflix 27/05/2023 Panda Kids           |
| 1213 | PJ–27  | "O Caminho Incansável à Maestria! O Trajeto de Fogo de Um Mestre!" "VS Shirona! Iris Dragon Master e no Michi (VSシロナ！アイリスドラゴンマスターへの道！！)"                                | 15/7/2022            | 24/02/2023 Netflix 28/05/2023 Panda Kids           |
| 1214 | PJ–28  | "Uma Batalha Dura Como Aço Um Combate Duro Como Uma Pedra!" "Satoshi Shutsujin! VS Daigo! ! (サトシ出陣！VSダイゴ！！)"                                                                      | 22/7/2022            | 23/06/2023 Netflix 28/05/2023 Panda Kids           |
| 1215 | PJ–29  | "Koharu e Eievui - O Milagre da Evolução" "Koharu and Eevee - Shinka no Kiseki (コハルとイーブイ しんかのきせき)"                                                                            | 29/7/2022            | ASA                                                |
| 1216 | PJ–30  | "Possibilidades Infinitas!" "Koharu to Eievui, Kanousei wa Mugendai! (コハルとイーブイ、可能性は無限大！)"                                                                                   | 5/8/2022             | 23/06/2023 Netflix 3/06/2023 Panda Kids            |
| 1217 | PJ–31  | "Clímax Começa! Experiência do Torneio Mestre de Satoshi! !" "Saikouchou Shidou! Satoshi no Master Tournament! ! (最高潮始動！サトシのマスターズトーナメント！！)"                           | 12/8/2022            | ASA                                                |
| 1218 | PJ–32  | "É… Hora do Campeão!' É... Um Momento à Campeão!" "Semifainaru I: "Asshō" (セミファイナルI「圧勝」)"                                                                                         | 26/8/2022            | 23/06/2023 Netflix 3/06/2023 Panda Kids            |
| 1219 | PJ–33  | "Encantar, Batalhar e Desnortear! Cativar, Combater e Confundir!" "Semifainaru II: "Genwaku" (セミファイナルII「幻惑」)"                                                                     | 2/9/2022             | 23/06/2023 Netflix 4/06/2023 Panda Kids            |
| 1220 | PJ–34  | "Valor: Uma Parte Estratégica da Batalha! Valentia: Uma Parte Estratégica do Combate!" "Semifainaru III: "Buyū" (セミファイナルIII「武勇」)"                                                 | 9/9/2022             | 23/06/2023 Netflix 4/06/2023 Panda Kids            |
| 1221 | PJ–35  | "Afunilando a Competição!" Trabalhando e Eliminando a Concorrência!" "Semifainaru IV: "Shōgeki" (セミファイナルIV「衝撃」)"                                                                  | 16/9/2022            | 23/06/2023 Netflix 11/07/2023 Panda Kids           |
| 1222 | PJ–36  | "GO PARA SONHO! Go, Estrada para Mew! !" "GO FOR DREAM! Gō, Yume e no Michi! ! (GO FOR DREAM！ゴウ、夢への道！！)"                                                                           | 23/9/2022            | ASA                                                |
| 1223 | PJ–37  | "A Apenas um Passo! Já Falta Tão Pouco!" "Gō to Aceburn! Hajimari no Basho! ! (ゴウとエースバーン！はじまりの場所！！)"                                                                      | 30/9/2022            | 23/06/2023 Netflix 11/07/2023 Panda Kids           |
| 1224 | PJ–38  | "Clímax! Na Véspera da Batalha Decisiva Ash VS Dande! !" "Saikōchō! Kessen Zen'ya Satoshi VS Dande! ! (最高潮！決戦前夜サトシVSダンデ！！)"                                                  | 14/10/2022           | ASA                                                |
| 1225 | PJ–39  | "Uma Enxurrada de Proporções Torrenciais!" "Fainaru I: “Gekiryū” (ファイナルI「激流」)" | 21/10/2022           | 23/06/2023 Netflix 12/07/2023 Panda Kids           |
| 1226 | PJ–40  | "Brincando Com Suas Emoções! Brincar Com Emoções e Movimentos!" ""Fainaru II: “Honrō” (ファイナルII「翻弄」)"                                                                                | 28/10/2022           | 23/06/2023 Netflix 12/07/2023 Panda Kids           |
| 1227 | PJ–41  | "Cortando o ritmo! Cortar o Ritmo!" "Fainaru III: “Saikyō” (ファイナルIII「最強」)" | 4/11/2022            | 23/06/2023 Netflix 12/07/2023 Panda Kids           |
| 1228 | PJ–42  | "Parceiros Para Sempre!" "Fainaru IV: "Aibō" (ファイナルIV「相棒」)" | 11/11/2022           | 23/06/2023 Netflix 13/07/2023 Panda Kids           |
| 1229 | PJ–43  | "Uma Vista Maravilhosa! Uma Vista Mew-ravilhosa!" "Project Mew (プロジェクト・ミュウ)" | 25/11/2022           | 23/06/2023 Netflix 13/07/2023 Panda Kids           |
| 1230 | PJ–44  | "E o Futuro Está nas Nossas Mãos! Nas Palmas das Nossas Mãos!" "Tsukamitoru Mirai! (つかみとる未来！)"                                                                                       | 2/12/2022            | 23/06/2023 Netflix 13/07/2023 Panda Kids           |
| 1231 | PJ–45  | "Heróis Unidos! Heróis Juntos de Novo!" "Pokemon! Kimi ni Aete Yokatta! (ポケモン！きみにあえてよかった！)"                                                                                  | 9/12/2022            | 23/06/2023 Netflix 14/07/2023 Panda Kids           |
| 1231 | PJ–46  | "Esse Pode Ser o Começo de uma Coisa Maior! Este Pode Ser o Início de Algo em Grande!" "Satoshi to Gō! Arata Naru o Tabidachi!! (サトシとゴウ！ 新たなるを旅立ち！！)"                       | 16/12/2022           | 23/06/2023 Netflix 14/07/2023 Panda Kids           |
| 1231 | PJ–S05 | "Céu Azul Distante O Distante Céu Azul!" "Poketto Monsutā: Haruka Naru Aoi Sora (ポケットモンスター 遥かなる青い空)"                                                                         | 23/12/2022           | 8/09/2023 Netflix 18/10/2023 Panda Kids            |
| 1231 | PJ–S06 | "Por Lugares Já Conhecidos! Por Caminhos Já Conhecidos!" "Hajimari no Kaze! Owari no Nai Michi!! (はじまりのかぜ！むげんのみち！！)"                                                         | 13/01/2023           | 8/09/2023 Netflix 3/10/2023 Panda Kids             |
| 1231 | PJ–S07 | "Um Confronto Predestinado!" "Satoshi VS Kasumi! Umibe no Ikki-uchi!! (サトシVSカスミ！うみべのいっきうち！！)"                                                                              | 20/01/2023           | 8/09/2023 Netflix 4/10/2023 Panda Kids             |
| 1231 | PJ–S08 | "Os Heróis e a Bruxa da Floresta!" "Takeshi to Dento to Mori no Majo! (タケシとデントともりのまじょ！)"                                                                                      | 27/01/2023           | 8/09/2023 Netflix 5/10/2023 Panda Kids             |
| 1231 | PJ–S09 | "O Suspiro de Beartic!" "Tunbear no Tameiki! (ツンベアーのためいき！)" | 3/02/2023            | 8/09/2023 Netflix 6/10/2023 Panda Kids             |
| 1231 | PJ–S10 | "Um Esquadrão Apaixonante! Um Esquadrão de Grande Valor!" "Moeyo! Zenigame Shōbōdan!! (タケシとデントともりのまじょ！)"                                                                      | 10/02/2023           | 8/09/2023 Netflix 9/10/2023 Panda Kids             |
| 1232 | PJ–S11 | "A Mesma Lua Agora e Sempre! A Mesma Lua, Agora e Sempre!" "Soshite, Onaji Tsuki o Mite Iru! (そして、おなじ月をみている！)"                                                                 | 17/02/2023           | 8/09/2023 Netflix 10/10/2023 Panda Kids            |
| 1233 | PJ–S12 | " Vamos, Lapras, Vamos! Nada, Lapras, Nada!" "Rapurasu ni Notte♪ (ラプラスにのって♪)" | 24/02/2023           | 8/09/2023 Netflix 11/10/2023 Panda Kids            |
| 1234 | PJ–S13 | "Buscando o Coração das Coisas! Chegar ao Coração das Coisas!" "Jupetta no Sagashi Mono! (ジュペッタのさがしもの！)"                                                                         | 3/03/2023            | 8/09/2023 Netflix 12/10/2023 Panda Kids            |
| 1235 | PJ–S14 | "Vingadores Rocket!" "Gyakushū no Roketto-dan! (♪逆襲のロケット団！)" | 10/03/2023           | 8/09/2023 Netflix 13/10/2023 Panda Kids            |
| 1236 | PJ–S15 | "Ash e Latios!" "Satoshi to Ratiosu! (サトシとラティオス！)" | 17/03/2023           | 8/09/2023 Netflix 16/10/2023 Panda Kids            |
| 1237 | PJ–S16 | "O Arco-Íris e o Mestre Pokémon!" "Niji to Pokemon Masutā! (虹とポケモンマスター！)" | 24/03/2023           | 8/09/2023 Netflix 17/10/2023 Panda Kids            |